# ジンジャー・ベイカー
ジンジャー・ベイカー（Ginger Baker、1939年8月19日 - 2019年10月6日）は、イングランド出身のミュージシャン、ドラマー。
1960年代のロック・トリオ「クリーム」の元メンバーで、ロックのスーパー・ドラマーの最古参として認知されている。1970年以降は自分のバンドの活動に加えて様々なセッション活動を行ない、ジャズ・フュージョンやワールドミュージックの分野にも影響を与えた。
ローリング・ストーン誌選出「最も偉大な100人のドラマー」第3位。

## 経歴
15歳のときにドラム演奏を始め、21歳の時には憧れだったフィル・シーメンから直に教えを受けた。
1962年、ジョニー・バーチ（ピアノ）が結成したオクテットに加入して、グレアム・ボンド（アルト・サクソフォーン）、ジャック・ブルース（ダブルベース）、ディック・ヘクストール＝スミス（サクソフォーン）らと活動した。
やがてアレクシス・コーナーのブルース・インコーポレイテッドにチャーリー・ワッツの後任として加入し、ブルース、ヘクストール＝スミス、ボンドと再び同僚になった。
1963年4月、ボンド（ヴォーカル、オルガン、アルト・サクソフォーン）に強引に誘われてブルースと共にブルース・インコーポレイテッドを脱退して、ジョン・マクラフリン（ギター）を含む4人編成でグレアム・ボンド・カルテットを結成。同年9月、ボンド、ベイカー、ブルースはマクラフリンに代わってヘクストール＝スミスを迎えてグレアム・ボンド・オーガニゼーション（GBO）として再出発し人気を集める。ベイカーはボンドにGBOの運営を任され、自分としばしば衝突したブルースを解雇した。
1966年、ベイカーはボンドの薬物依存によって活動がままならなくかったGBOに嫌気がさし、エリック・クラプトンとバンドを結成することを決意。クラプトンが出した条件を受け入れてブルースを誘い、3人でクリームを結成。彼等は世界的な成功を収めかけたが、ベイカーとブルースとの折り合いが再び悪化した結果、アルバムを4作発表して1968年に解散する。
引き続いてクラプトン、スティーヴ・ウィンウッド、リック・グレッチとブラインド・フェイスを結成。彼等はデビュー・アルバム発表後、ツアーを経て1970年に解散。
その後、ジンジャー・ベイカーズ・エアフォース、ベイカー・ガーヴィッツ・アーミー、ジンジャー・ベイカーズ・エナジー、ベイカー・ブルース・ムーア（BBM）、ジンジャー・ベイカー・トリオなどを結成して活動した。
1970年代にはナイジェリア出身のミュージシャンであるフェラ・クティと意気投合し、クティのアルバム『ライヴ!・ウィズ・ジンジャー・ベイカー』（1971年）に客演し、クティを招いてソロ・アルバム"Stratavarious"（1972年）を発表した。さらに数年間のレコーディングと生活をアフロビート（ワールドミュージック）の追求に費やした。
共演したミュージシャンやグループはホークウインド、パブリック・イメージ・リミテッド、マスターズ・オブ・リアリティ、ゲイリー・ムーア、アトミック・ルースター、ビル・ラズウェル、チャーリー・ヘイデン、ビル・フリゼール、アンディ・サマーズなど多岐に及んだ。ブルースとも共演と衝突を繰り返した。
1993年、クリームのメンバーとしてロックの殿堂入り。2008年にはモダン・ドラマー誌の殿堂入り（Modern Drummer Hall of Fame）、2016年にはクラシック・ドラマー誌の殿堂入り（Classic Drummer Hall of Fame）を果たした。
2010年、長女と共同で自伝を上梓。

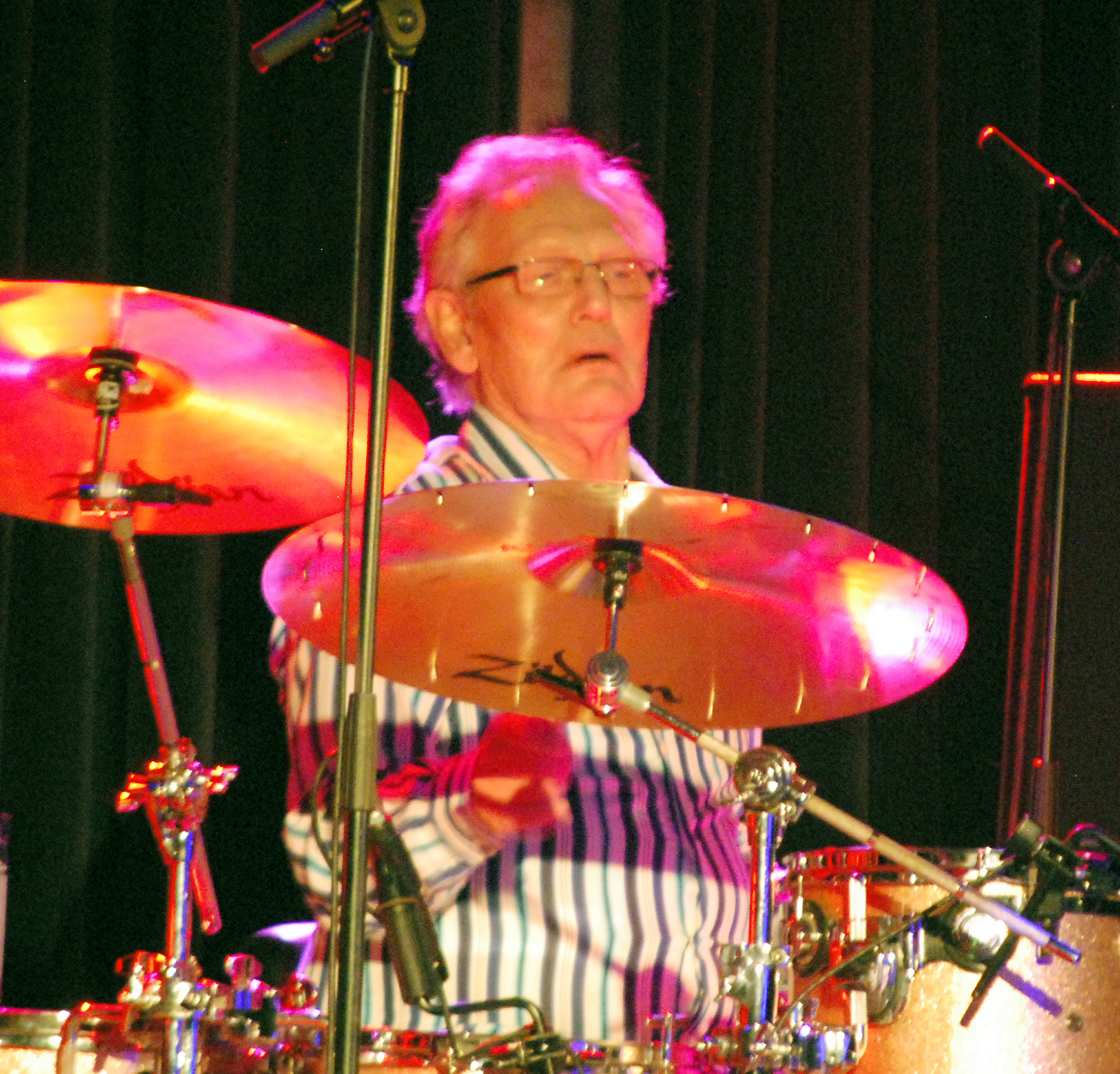
晩年 (2011年)

2012年、ドキュメンタリー映画"Beware of Mr. Baker"公開。
2014年、16年ぶりのソロ・アルバム"Why?"発表。
2019年10月6日、ケント州カンタベリーにて病没。80歳没。

## ドラミング
彼の演奏はスタイル、ショーマンシップ、ツーバスドラムの使用によって評価されている。初期の頃、彼は長尺のドラム・ソロを披露した。代表例はロック・ミュージックで録音されたドラム・ソロの最も初期のものであるクリームの「いやな奴」（Toad）である。
自伝を捧げる故人の中に、ドラム・ヒーローとしてシーメン、アート・ブレイキー、マックス・ローチ、エルヴィン・ジョーンズの名を挙げた。

## 使用機材
1960年代からラディック（Ludwig）製、後年はドラム・ワークショップ（dw）製のドラムセットを使用していた。

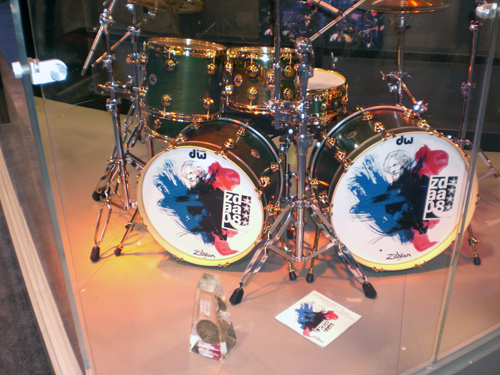
愛用のdw製ドラムセット（2009年）
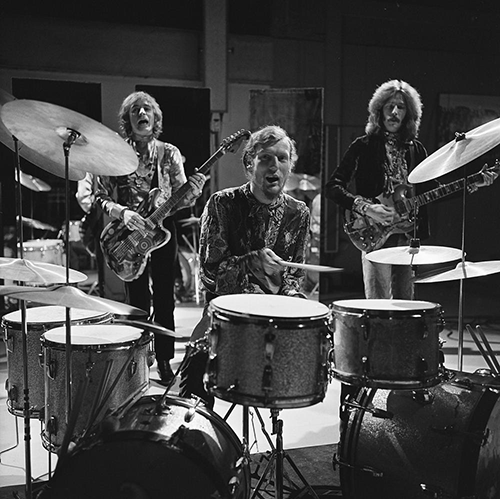
クリーム時代のLudwig製ドラムセット（1968年）
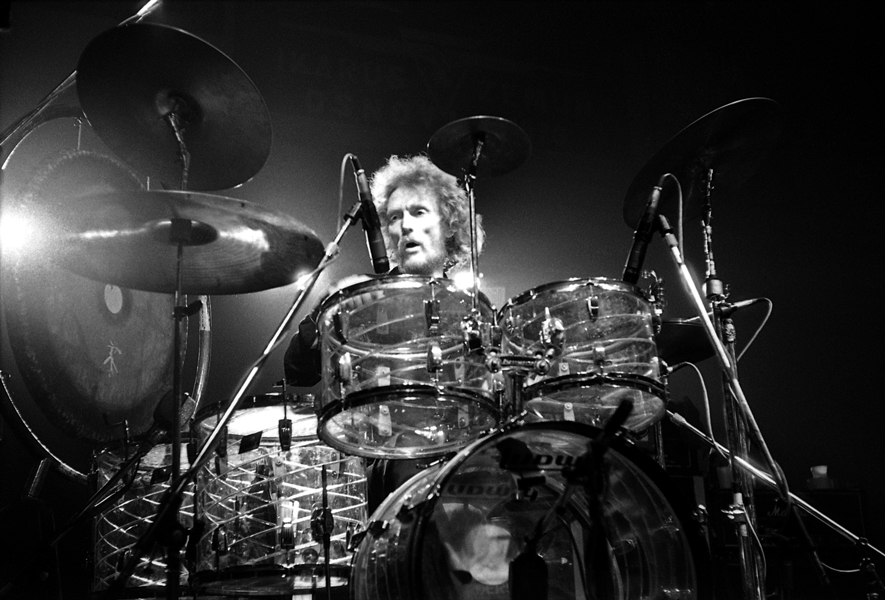
1980年頃のLudwig製ドラムセット

## その他
- ザ・フーが1966年3月4日にリアクション・レコード（英語版）から発表したシングル『恋のピンチ・ヒッター』（Reaction 591001）のB面に収録されたHarry Butcher作のインストゥルメンタル「ワルツ・フォー・ア・ピッグ」（Waltz for a Pig）[32]は、当時GBOのメンバーだったベイカーが書いた'Ode to a Toad'という曲で、演奏しているのはGBOである[33][注釈 11]。

## ディスコグラフィ

### ソロ・アルバム
- 『アフロ・ロックの真髄』 - Stratavarious (1972年)
- 『ホーシス・アンド・トゥリーズ』 - Horses & Trees (1986年)
- 『アフリカン・フォース』 - African Force (1988年)
- 『アンシーン・レイン』 - Unseen Rain (1992年)
- Why? (2014年)

### グレアム・ボンド・オーガニゼーション
- 『クルークス・クリーク』 - Live at Klooks Kleek (1964年)
- 『サウンド・オブ・65』 - The Sound of '65 (1965年)
- 『ゼアズ・ア・ボンド・ビトウィーン・アス』 - There's a Bond Between Us (1965年)

### クリーム
- 『フレッシュ・クリーム』 - Fresh Cream (1966年)
- 『カラフル・クリーム』 - Disraeli Gears (1967年)
- 『クリームの素晴らしき世界』 - Wheels of Fire (1968年)
- 『グッバイ・クリーム』 - Goodbye (1969年)
- 『ライヴ・クリーム』 - Live Cream (1970年)
- 『ライヴ・クリーム Vol.2』 - Live Cream Volume II (1972年)
- 『BBCライヴ』 - BBC Sessions (Cream album) (2003年)
- 『リユニオン・ライヴ 05』 - Royal Albert Hall London May 2-3-5-6, 2005 (2005年)

### ブラインド・フェイス
- 『スーパー・ジャイアンツ』 - Blind Faith (1969年)

### ジンジャー・ベイカーズ・エアフォース
- 『1』 - Ginger Baker's Air Force (1970年)
- 『2』 - Ginger Baker's Air Force 2 (1970年)

### フェラ・クティ&アフリカ70
- 『ライヴ!』 - Live! (1971年)

### フェラ・クティ
- 『ホワイ・ブラック・マン・デイ・サファー』 - Why Black Man Dey Suffer (1971年)

### ベイカー・ガーヴィッツ・アーミー
- 『進撃』 - Baker Gurvitz Army (1974年)
- 『天上の闘い』 - Elysian Encounter (1974年)
- 『燃えあがる魂』 - Hearts On Fire (1975年)
- 『ライヴ・イン・ダービー75』 - Live in Derby (2005年)

### ジンジャー・ベイカー・アンド・フレンズ
- Eleven Sides Of Baker (1976年)

### ホークウインド
- 『宇宙遊泳』 - Levitation (1980年)
- 『ゾーンズ』 - Zones (1983年)

### パブリック・イメージ・リミテッド
- 『ALBUM』 - Album (1986年)

### ジンジャー・ベイカー・バンド
- 『IMABARI MEETING 1991 LIVE 瀬戸内海音楽祭 Vol.1』 (1992年)[34] ※オムニバス・アルバム

### マテリアル
- 『ライヴ・イン・ジャパン』 - Live In Japan (1993年)

### マスターズ・オブ・リアリティ
- 『サンライズ・オン・ザ・サファーバス』 - Sunrise on the Sufferbus (1993年)

### ジンジャー・ベイカー・トリオ
- Going Back Home (1994年)
- Falling Off The Roof (1996年)

### ジャック・ブルース
- 『バースディ・ギグ』 - Cities of the Heart (1994年)

### ベイカー・ブルース・ムーア（BBM）
- 『白昼夢』 - Around The Next Dream (1994年)

### Denver Jazz Quintet-To-Octet
- Coward Of The County (1999年)

### The Official Ginger Baker Bootleg Series
- Baker Gurvitz Army – Live In Milan Italy 1976 (Voiceprint – VPTMQ054CD)
- Ginger Baker's Airforce* – Live In The Stadthalle Offenbach Germany 1970 (Voiceprint – VPTMQ055CD)
- Ginger Baker And Salt – Live In Munich Germany 1972 (Voiceprint – VPTMQ056CD)
- Ginger Baker & African Friends – Live In Berlin Germany 1978 (Voiceprint – VPTMQ057CD)
- Ginger Baker's Energy – Live In Milan Italy 1980 (Voiceprint – VPTMQ058CD)
- Ginger Baker's Nutters – Live In Milan Italy 1981 (Voiceprint – VPTMQ059CD)
- Ginger Baker's No Material* – Live In Munich Germany 1987 (Voiceprint – VPTMQ060CD)

## 著書
- Baker, Ginger; Baker, Ginette (2010). Ginger Baker: Hellraiser. London: Bonnier Books. ISBN 978-1-84454-966-5

## 日本公演
- 1991年
  - 8月17日、18日 Imabari Meeting 1991
- 2012年
  - 11月21日、22日、23日 コットンクラブ
- 2014年
  - 9月21日、22日、23日 コットンクラブ